# Caló dels Macs
El Caló dels Macs (popularment Caló des Macs), dit també dels Malls o Platja de la Buguenvíl·lia, és una petita cala del barri de Cal Català del terme de Calvià situada entre la punta de Cal Català i el caló de les Gerres.
Està situada arran de la carretera, de la qual davallen unes escales i un ascensor fins a la mateixa platja, que fan que, a diferència de les de la zona, sigui de les de més bon accés i, per tant, molt sovintejada. Una punta rocosa que sobresurt separa en dos la platja, que fa 100m de llarg i 20 d'ample. Cal no confondre aquesta cala amb les cales homònimes de Cabrera i Santanyí. Pel que fa als seus noms, un mac és una pedra llisa i arrodonida; un mall és un martell gros (si no és una deformació de Macs) i el nom de Buguenvíl·lia prové del nom del restaurant que hi ha.
Es tracta d'una de les primeres zones que començaren a ser urbanitzades de tot el litoral calvianer, ja d'abans del boom turístic dels anys seixanta, durant el primer turisme incipient de començament de segle. Així, està envoltada d'edificis notables de l'arquitectura turística de l'illa: l'Hotel Maricel, un establiment obert el 1950 construït en estil regionalista per l'arquitecte Francesc Casas Llompart, que va ser un centre de reunió i celebració d'actes culturals de Mallorca i allotjador important de diverses personalitats estrangeres; o els apartaments Roca Marina, un complex d'edificis d'apartaments dels anys seixanta obra de l'arquitecte Antonio Lamela.